# Qué hombre tan simpático
Qué hombre tan simpático es una película mexicana de 1943 dirigida por Fernando Soler y protagonizada por Carlos Orellana.
La película incluye la canción de Toña la Negra «El apagón», la cual es interpretada por Gloria Marín y, años más tarde, sería versionada por Yuri.

## Reparto
- Carlos Orellana - Don Pancho
- Gloria Marín - Fanny
- Fernando Soler
- Blanca de Castejón - Doña Blanca
- Rafael Banquells
- Manuel Medel - Señor Feito
- Aurora Segura
- Carlos Villarías - Don Procopio
- Carolina Barret - Conchita